# Saint-Clair-sur-Galaure
Saint-Clair-sur-Galaure ist eine französische Gemeinde mit 261 Einwohnern (Stand: 1. Januar 2022) im Département Isère in der Region Auvergne-Rhône-Alpes; sie gehört zum Arrondissement Vienne und zum Kanton Bièvre. Die Einwohner werden Saint-Clairois genannt. 

## Geografie
Die Gemeinde Saint-Clair-sur-Galaure liegt an der Grenze zum Département Drôme, etwa 27 Kilometer südöstlich von Vienne an der Galaure und an ihrem parallel verlaufenden Zufluss Galaveyson. Der Norden der Gemeinde Saint-Clair-sur-Galaure wird vom militärischen Sperrgebiet des Truppenübungsplatzes Camp de Tir de Chambaran eingenommen. Umgeben wird Saint-Clair-sur-Galaure von den Nachbargemeinden Thodure im Norden, Viriville im Nordosten, Montfalcon im Osten, Valherbasse mit Montrigaud im Süden sowie Le Grand-Serre im Westen.

## Bevölkerungsentwicklung
| Jahr                       | 1962 | 1968 | 1975 | 1982 | 1990 | 1999 | 2010 | 2021 |
| -------------------------- | ---- | ---- | ---- | ---- | ---- | ---- | ---- | ---- |
| Einwohner                  | 279  | 230  | 203  | 228  | 249  | 248  | 272  | 261  |
| Quellen: Cassini und INSEE |      |      |      |      |      |      |      |      |

## Sehenswürdigkeiten
- Kirche Saint-Clair
- Kapelle Saint-Bonnet im Ortsteil Le Serrein